# NV Albardão (M-20)
O NV Albardão é um navio-varredor que foi operado pela Marinha do Brasil e a sexta e última embarcação da Classe Aratu

## Construção
Construído na Alemanha pelo estaleiro Abeking & Rasmussen, na cidade de Lemwerder, seguiu o projeto original da Classe Schütze em uso naquele país. Foi o último de uma série de seis embarcações encomendados pela Marinha do Brasil, desta classe.

## Origem do nome
O nome é uma homenagem a península do Albardão, onde está localizado o município Santa Vitória do Palmar, no estado brasileiro do Rio Grande do Sul . É o primeiro navio na Marinha do Brasil a utilizar este nome.